# Louise von Ehrenstein
Louise von Ehrenstein (Viena, 17 de març de 1867 - Viena, 13 de febrer de 1944) fou una soprano austríaca, estrella de l'Òpera de l'Estat de Viena entre 1889 i 1901. Va actuar àmpliament per Itàlia en papers wagnerians. Va albergar un saló de música a la Vila Louise, el seu palau a Döbling. Fou una de les integrants dels animats intercanvis literaris a casa d'Alma Mahler amb Franz Werfel i amb Josephine i Julius Korngold.
Va actuar al Gran Teatre del Liceu de Barcelona.